# Juan Vico
Juan Vico (Badalona, 1975) es un escritor español.

## Trayectoria literaria
Fue redactor jefe de la revista literaria “Quimera”, y en la actualidad es profesor en la Escuela de Escritura del Ateneo Barcelonés. Escritor interesado en el diálogo entre disciplinas artísticas, la crítica ha destacado la solidez y la precisión de su estilo.
Obtuvo el Premio Internacional de Poesía Arcipreste de Hita en 2005 por el libro de poemas Víspera de ayer, que junto a Still Life (2011) y Condición de los amantes (2021) componen su obra poética hasta el momento. En 2012 se publicó su primera novela, Hobo, que ofrecía una panorámica sobre los orígenes del blues y en 2013 El teatro de la luz, Premio de Novela Fundación MonteLeón. Es también autor de El Claustro Rojo (2014), un volumen de relatos en torno al mundo de la pintura, de las novelas Los bosques imantados (2016), El animal más triste (2019) y Los regresos (2024), sobre la vida del poeta Dino Campana, así como del ensayo La fábrica de espectros (2022), en el que aborda la naturaleza espectral de la imagen cinematográfica.
Ha obtenido las becas Montserrat Roig (2018) y Barcelona Crea (2023) del Ayuntamiento de Barcelona, y en 2022 fue autor residente en la Residencia de Escritores MALBA (Buenos Aires).

## Obra

### Novelas
- Hobo (La Isla de Siltolá, 2012).[7]
- El teatro de la luz (Gadir, 2013).[8]
- Los bosques imantados (Seix Barral, 2016).[9]
- El animal más triste (Seix Barral, 2019).[10]
- Los regresos (Galaxia Gutenberg, 2024).[11]

### Relatos
- El Claustro Rojo (Sloper, 2014).[12]

### Poesía
- Víspera de ayer (PreTextos, 2005).
- Still Life (UAB, 2011).
- Condición de los amantes (La Isla de Siltolá, 2021).[13][14]

### Ensayo
- La fábrica de espectros (WunderKammer, 2022).[15]

## Reconocimientos
- Premio Internacional de Poesía Arcipreste de Hita 2005, por Víspera de ayer.
- Premio de Novela Corta Fundación MonteLeón 2013, por El teatro de la luz.